# Edgar Quinet (stacja metra)
Edgar Quinet – stacja linii nr 6 metra  w Paryżu. Stacja znajduje się w 14. dzielnicy Paryża.  Została otwarta 6 października 1942 r.